# 大和解
大和解咖啡或稱大和解，是1995年時任民主進步黨黨主席施明德提出的政治理念，主張在野黨進行大聯合，以促成整個社會的和解。其具體作法在於主張民主進步黨應該與新黨合作挑戰中國國民黨的地位，一同建立大聯合政府。
1995年12月18日，施明德邀請新黨全國委員會召集人陳癸淼、前召集人趙少康等人在中華民國立法院咖啡廳喝咖啡商談合作事宜，號稱「大和解咖啡」。新黨提出「三黨不過半」口號，同意與民進黨合作。但此一協議隨後在民進黨內引起爭議——雖然獲得民進黨內許信良與謝長廷的支持，但同時也遭到正義連線成員如沈富雄等人的反對。

## 時代背景
當時台灣社會仍然充滿「對立」、「對抗」的氛圍，尤其是族群對立的問題，因為其衝突性、敏感性，而在多次選舉中一再被運用凸顯。施明德認為這將成為台灣社會相當大的危機，而提出大和解的概念。施明德認為，台灣是一個正在由獨裁威權走向民主自由的過渡；其中，白色恐怖的歷史傷痕和外省人原罪的沈重負擔，壓得台灣社會難以走出長期戒嚴的心裡創傷。台灣必須踏出寬恕的步伐，誠懇對待歷史真相，和解是台灣唯一的出路。所以，作為最大反對黨主席，作為受難者的象徵，他主張台灣「政治大聯合，社會大和解」。

## 主張內涵
台灣社會面臨的危機，外有中共的文攻武嚇，內有黑金政治與族群衝突等問題，已經不是單一政黨可以解決，而且族群問題一再在選戰中被掀起，因此提出「大和解」主張，認為社會上必須展現大包容、大寬容；唯有如此，方能共同面對中共的威脅。而「大和解時代」的主張，在政治上必須要有「大聯合政府」，結束政治資源由一黨壟斷的時代，讓所有主要的政治力量都能參與國家政治資源的分享。

## 各界反應
但大和解的主張不被民進黨內部分人所接受，被認為是放棄台灣獨立的國家認同堅持，主張「統獨休兵」，為了執政，可以出賣政黨理想，其中更夾諸眾多「政治權謀」的批判論調，而招致黨內同志以及支持者的各種謾罵反對。
而在與黨內與社會各界溝通「大和解」概念的同時，除了面臨觀念上轉換而產生的諸多誤解與挑戰之外，還需面臨到社會中其他政治勢力、尤其是當時執政黨國民黨的媒體運作與民進黨的派系傾軋，利用種種方式擾亂大和解說帖的視聽，使得原就困難的溝通闡述更顯得困難重重。

### 民進黨的反應
1. 美麗島系龍頭許信良：支持大和解理念、主張籌組聯合政府。
2. 福利國連線謝長廷（當時代表民進黨參選1996年總統選舉之副總統參選人）：「社會大和解的方向是對的，不論有多辛苦，都應該繼續推動。」
3. 正義連線：（1）1995年12月20日，正義連線成員召開記者會，抨擊大和解說法。（2）正義連線立委沈富雄批評：「黨主席未經立院黨團同意，與新黨達成執政聯盟的協議，係個人的行為，不代表民進黨立場。而新黨的動機可議，表面上是以清流為號召，實際上則招降納叛；若民進黨不察，而與新黨同流合污，無意淪為新黨的打手。故民進黨應斷然拒絕大執政聯盟。」並認為此主張是以大和解包裝執政聯盟。
4. 1995年12月21日，沈富雄再批：「新黨和民進黨喝咖啡喝出問題，還跑到人家家裡續杯，簡直是吃豆腐吃到極點！」
5. 臺北、高雄兩市黨員同步反彈，公布施明德「十大罪狀」。
6. 高雄縣黨員發動連署，要求施明德辭職。
7. 1996年1月16日，民進黨在劍潭青年活動中心舉行第一次「總統、國代選舉擴大輔選會議」，各派系經過六小時激烈辯論之後，決定採用總統候選人彭明敏在黨內初選第二階段使用的口號「和平尊嚴、台灣總統」作為選戰主軸，正式放棄中央黨部原先屬意的「大和解」。會中，中央黨部的「大和解」提案引起砲聲隆隆，甚至一度出現正反雙方互相叫罵的緊張情勢；彭明敏的競選總幹事葉菊蘭表示，不惜放棄黨中央，直接訴諸台灣人民；許信良企圖包容妥協的「大和解、大聯合、大改革、要主權、要安全、要發展」，完全沒有被排入議程討論的機會；民進黨中央黨部選舉對策委員會執行長游盈隆說，「大和解是台灣面對內憂外患局勢時，展現社會一致團結對外決心的表現」，「民進黨在台灣外有中共武力威脅、內有族群對立問題之際，有義務號召社會進行大和解」，他相信大和解有助民進黨拓展中間票源、更對總統大選有利；游盈隆說，「大和解、大聯合政府」其實是1995年12月6日民進黨中央常務委員會的決議，這個訴求是黨內長期思考與研究的結果。施明德在會後詮釋，「和平尊嚴、台灣總統」的含意是「『和平』代表推動大和解時代來臨，共同面對中共；『尊嚴』是挑戰『李連體制』（國民黨的李登輝與連戰）；『台灣總統』則具有『一中一台』的台灣主權概念」；大和解不是新黨所說的「統獨休兵」，只是尊重彼此不同的政治主張與信仰，可以透過制度來解決台灣前途[1]。
8. 1996年5月10日，民進黨文宣部副主任周奕成、民進黨選舉對策委員會副執行長陳俊麟、外省人台灣獨立促進會秘書長田欣、民進黨國民大會代表鄭麗文、民進黨國民大會代表鍾佳濱、民進黨國民大會代表段宜康等人聯合發動連署，公布《台灣獨立運動的新世代綱領》。綱領認為，台灣獨立運動應以凝聚台灣人民的國民意識與認同為基礎與優先目標，因此應推行大和解，以促進族群和諧、縮小貧富差距為目標；沒有大和解，就沒有台獨運動；這是一個團結的運動，不是分化、打擊的工具。

### 國民黨的反應
1. 立委黃主文：民新兩黨的大和解令人不解。「民新兩黨的咖啡會談，已實質傷害台灣大和解的本質，其目的只在於分裂國民黨，以合縱、連橫、遠交近攻的方式，垂涎立院龍頭、政院閣揆之爭，甚至染指北市議長之職。」
2. 國民黨中央認為，民新兩黨的大和解主張是自毀立場、自棄選民託付的荒謬論調，經過時間的檢驗，終將「得不償失」、「弊多於利」。
3. 國民黨發言人簡漢生、劉光華：大和解是「騙子與政客的結合」、「小養女與大光棍的苟合」、「政治一杯水主義」。
4. 首屆民選台灣省長宋楚瑜（當時國民黨員，2000年後為親民黨主席）：兩極端主義政黨的結合，是不問蒼生的權術作法。

## 影視作品
- 國際橋牌社2

### 其他
1. 1997年10月5日，建國黨舉行第一屆全國黨員代表大會，時任建國黨顧問但仍有民進黨黨籍的辜寬敏抨擊，民進黨自從提出「大和解」、「大聯合」以來已完全變節，許多地方基層與他一樣對民進黨失望且反感，建國黨的成立是因為民進黨的變節；但建國黨的任務並非要與民進黨作好朋友，而是要取代民進黨；而他尚未退出民進黨，是因為他在等待彭明敏一起行動，否則他早就退黨了[2]。
2. 1998年5月28日，台獨左派人士楊碧川在其著作《國共談判：毛蔣大決戰三部曲1》序言批：「以『台灣救星』自居的民進黨人，卻緊抱著國民黨即將斷氣的殘軀不放，一下子要聯合內閣、雙首長制，一下子歌頌李登輝總統的民主政績；同時也不忘和中國人的新黨喝喝咖啡，準備『大和解』。民進黨簡直愚蠢到不知『統戰』台灣被壓迫的勞苦大眾，反而擁抱垂死的國民黨，並一再為國民黨背書。」[3]
3. 2015年3月14日，施明德批：「轉型正義的宗旨是在和解，不是鬥爭。和解是台灣唯一的路！恨是心牢，有恨的人不會快樂，有恨的國家沒有未來。我擔任黨主席時引領大和解，卻遭到全面攻訐。台灣政客不肯和解，我只能走我的和解路！」[4]
4. 2015年8月17日，施明德說，他早就提出「和解是台灣唯一的路」，不只宋楚瑜「整碗捧去，拿去抄」，現在民進黨主席蔡英文也這樣講，但他質疑宋楚瑜與蔡英文如何保證「拿到權力後就會兌現承諾」[5]。同月19日，施明德說，宋楚瑜是蔣家的親信與打手，是最不夠資格談大和解與轉型正義的人，現在卻「像鸚鵡一樣」學他將轉型正義當成競選口號；蔡英文在民進黨執政時擔任行政院副院長，跟國民黨一樣只會做政治道歉、不做轉型正義，「如今空喊轉型正義的口號，要人民如何再相信她」[6]。
5. 2015年8月22日，施明德出席新黨22週年黨慶，他回憶，1995年他與新黨喝「大和解咖啡」，希望結束戒嚴時期造成的省籍對立，「當年我們失敗了，造成台灣惡鬥越來越劇烈」；他呼籲，台灣社會放下對立，才有未來[7]。
6. 2015年8月23日，施明德批評，真實的宋楚瑜以做「恐怖統治獨裁者」的打手為榮，真實的宋楚瑜在任何時代都是最懂得「討好諂媚」的大演員，「1995年，我任民進黨主席，主張『社會大和解』；我與你見面，談話的主軸也是『大和解』，你當場頻頻點頭，看來也是一場戲。看來，我期待台灣能出現如南非的戴克拉克作為國家社會和解的象徵，是太、太、太高估了你。」[8]
7. 2020年12月27日，台灣第一部政治劇集《國際橋牌社》第二季請來趙少康客串拍攝「大和解咖啡」劇情。製作人汪怡昕透露，原本邀請施明德與趙少康同台演出，但施明德正在閉關寫書而缺席。趙少康表示，當年大和解是對的，施明德有這樣的肚量與遠見，民進黨與新黨有這樣的胸懷，互相理解、攜手合作，極具意義；大和解種下後續兩黨在立法院院長選舉的合作，當時新黨21票都投給施明德，但民進黨跑票1票，「就差這一票，施明德就當選院長」[9][10]。